# Бродниця (Вараський район)
Бро́дниця — село Вараського району Рівненської області, підпорядковується Зарічненській громаді, розташоване за 62 км від районного центру м. Вараш та 159 км від обласного центру м. Рівне. Через село проходить автошлях Р76 Рівне-Дубровиця-Зарічне. 
В селі налічується — 255 домогосподарств та мешкає 856 осіб.
На даний момент у селі Бродниця діють: загальноосвітня школа І-ІІ ступенів, бібліотека, та фельдшерсько-акушерський пункт, церква, сільський клуб, заклади торгівлі.

## Назва
Назва села Бродниця походить від гідрореалії «брід» (мілке місце річки, озера, де можна було перейти чи переїхати на протилежний берег).
В давнину кругом села були непрохідні болота та густий ліс. Дорога, що сполучала села, була густо всіяна бродами. Довкола села було теж болото. Отож, щоб доїхати до сусіднього села або вибитись на тверду дорогу, необхідно було переїхати броди.
В селі побутує така легенда про походження назви «Бродниця»: давним-давно, коли ще не було на світі ні нас, ні наших батьків, ні дідусів і бабусь, жили серед лісу люди, було їх небагато, а село було розкидане по хуторах. Люди жили з того, що в лісі збирали гриби, ягоди, полювали, ловили в річці рибу, всі знали один одного, були разом в біді і радості. Рідко хто заходив у село, бо дорога пролягала через густі ліси та болота. Одного разу начебто подорожувала Поліссям цариця. Їхала вона і кожному селу давала назву. Так в першому селі, після Дубровиці, потрапила цариця на кавалок золота. От і назвала його Золоте.
По дорозі до наступного села заблудилася вона разом із челяддю у високому густому лісі. Ледве вибралися вони на шлях. Через це назвала цариця село Заморочення. Під час ночівлі в сусідньому селі вона стала свідком сварки між двома жінками. Саме через це назвала цариця село Сварицевичі. Після Сварицевич дорога зіпсувалася, густий ліс замінили болота. Коні прогрузали і ставали дибки. Кругом була вода і коні брели вбрід. Та на допомогу цариці прийшли жителі невеличкого поселення. Вони допомогли виїхати цариці та її челяді на рівну дорогу. Саме через ці броди назвала цариця поселення Бродницею. Так називається село і нині.

## Історія
| Велике Князівство Литовське | Велике Князівство Литовське | Велике Князівство Литовське | Велике Князівство Литовське |
| --------------------------- | --------------------------- | --------------------------- | --------------------------- |
| Пінське князівство          | Пінське князівство          | Пінське князівство          | XIII ст—1565                |
| Берестейське воєводство     | Пінський повіт              | Пінський повіт              | 1565—1791                   |
| Берестейське воєводство     | Пінсько-Зарічний повіт      | Пінсько-Зарічний повіт      | 1791—1795                   |
| Російська Імперія           |                             |                             |                             |
| Мінська губернія            | Пінський повіт              | Вичівська волость           | 1795—1917                   |
| Польща                      |                             |                             |                             |
| Поліське воєводство         | Пінський повіт              | ґміна Вичівка               | 1920—1939                   |
| Радянський Союз             |                             |                             |                             |
| Рівненська область          | Морочнівський район         | Вичівська сільрада          | 1939—1946                   |
| Рівненська область          | Зарічненський район         | Вичівська сільрада          | 1946—1991                   |
| Україна                     |                             |                             |                             |
| Рівненська область          | Зарічненський район         | Вичівська сільрада          | 1991—2020                   |
| Рівненська область          | Вараський район             | Зарічненська ОТГ            | 2020—                       |

Перші згадки про село датовані 1322 роком. Ці дані досліджені Ярославом Пурою на основі документів, які зберігаються в Архівах Південно-Західної Росії.
Після Третього поділу Речі Посполитої у 1795 році село включене до складу Російської імперії. Село Бродниця позначено на топографічній карті Волинської губернії, що датована 1855 роком.
У міжвоєнний період у селі працювала бібліотека товариства «Просвіта», яка у 1926 році мала 38 книг.
20 вересня 1939 року в селі була встановлена радянська влада. До 1941 року в селі функціонував один клас школи. Першою вчителькою була Соловей Нонна Іванівна (1940 р.).
У липні 1941 року навколишня територія була зайняти німецькими військами (6-а армія, група армій «Південь»). Болотиста місцевість захищала село від бойових дій, жодних боїв безпосередньо на території села не відбувалося. Німецькі війська намагалися не заходити в такі села. Однак село постійно перебувало під пильним наглядом нацистських поліцаїв із с. Серники. Для того, щоб тримати село в покорі, весною 1943 року група поліцаїв під керівництвом Іванечка здійснили каральну операцію щодо жителів села. Коли лінія фронту підійшла до села, відступаючи німці спалили село. Проте жителям села вдалося врятуватися, сховавшись в лісах, де діяли партизанські групи яким місцеві жителі допомагали провізією. В регіоні діяли як українські націоналістичні так і радянські партизани.
Весною 1944 року територію села було зайнято радянськими військами (70-та армія, 2-й Білоруський фронт). В центрі села, на місці братської могили, встановлено обеліск.
Після війни село почало відбудовуватись. Восени 1945 року, відновилося навчання у селі в будинку місцевого жителя, в 1949 році було відкрито школу: спочатку — семирічну, пізніше — восьмирічну.
В селі діяв підрайонний провід ОУН який був ліквідований впродовж 1948 року.
В 1951 році село приєднують до Сварицевицької сільради та колгоспу.
У 1957 році Бродниця стала підпорядковуватися Вичівській сільській раді. Працювала колгоспна бригада, ферма, магазини. Було проведено меліораційні роботи.

## Населення
Згідно з переписом УРСР 1989 року чисельність наявного населення села становила 777 осіб, з яких 399 чоловіків та 378 жінок.
За переписом населення України 2001 року в селі мешкало 804 особи.

### Мова
Розподіл населення за рідною мовою за даними перепису 2001 року:
| Мова       | Кількість осіб | Відсоток |
| ---------- | -------------- | -------- |
| українська | 802            | 99.8     |
| білоруська | 1              | 0.1      |
| російська  | 1              | 0.1      |

Партійний склад Зарічненської селищної ради після місцевих виборів 2020 року:
| Партія                                 | Відсоток |
| -------------------------------------- | -------- |
| За майбутнє                            | 26.9     |
| Європейська Солідарність               | 15.4     |
| Всеукраїнське об'єднання «Батьківщина» | 15.4     |
| Слуга народу                           | 15.4     |
| Сила і честь                           | 15.4     |
| Аграрна партія                         | 11.5     |

Результат голосування дільниці #560308 (яка включає Бродницю) на парламентських виборах 2019:
| Партія                                 | Відсоток |
| -------------------------------------- | -------- |
| Слуга народу                           | 49.4     |
| Всеукраїнське об'єднання «Батьківщина» | 17.3     |
| Радикальна партія                      | 8.5      |
| явка                                   | 45.1     |

## Відомі люди
Гаврилович Галина Сергіївна — уродженка села Бродниця Зарічненського району. Член Національної спілки журналістів України. З 2002 року — редактор відділу інформації районної газети «Полісся». Автор віршів, новел, повістей, життєвих історій. Автор збірок «Вечірній автобус» (2008), «Перехрестя (новели, бувальщини, життєві історії)» (2009), «Мелодія старої скрипки. Повість» (2010), «Сова на кладці. Потішні оповідки рідного села» (2012).